# Грісгайм (Гессен)
Грісгайм (нім. Griesheim) — місто в Німеччині, знаходиться в землі Гессен. Підпорядковується адміністративному округу Дармштадт. Входить до складу району Дармштадт-Дібург.
Площа — 21,4083 км2. Населення становить 27 703 ос. (станом на 31 грудня 2020).